# Видатки бюджету
Вида́тки бюдже́ту —  це кошти, що спрямовуються на здійснення програм та заходів, передбачених відповідним бюджетом, за винятком коштів на погашення основної суми боргу та повернення надміру сплачених до бюджету сум.
Ви́трати бюджету - це видатки бюджету та кошти на погашення основної суми боргу.
Поняття "Витрати бюджету" є ширшим поняттям ніж видатки бюджету.
|  |

Державні видатки як економічна категорія - це грошові відносини з приводу розподілу і використання централізованих та децентралізованих фондів грошових ресурсів держави з метою фінансування загальнодержавних потреб соціально-економічного розвитку.
Бюджетний кодекс України від 21.06.2001 р. (№ 2542-Ш) у ст. 2 «Визначення основних термінів » дає розмежування понять «видатки бюджету» і «витрати бюджету».
Видатки бюджету - це кошти, що спрямовуються на здійснення програм та заходів, передбачених відповідним бюджетом, за винятком коштів на погашення основної суми боргу та повернення надміру сплачених до бюджету сум.
Витрати бюджету - видатки бюджету та кошти на погашення основної суми боргу.
Державні видатки визначаються соціально-економічною моделлю, функціями та економічним станом держави.
Видаткову частину Державного бюджету теж поділено на дві складові: видатки загального фонду та видатки спеціального фонду.
Видатки спеціального фонду фінансуються за рахунок цільових доходів, визначених під конкретну мету (наприклад, цільові фонди включені у бюджет на відповідний рік).
Видатки загального фонду фінансуються за рахунок доходів загального фонду бюджету і не мають конкретних (закріплених) джерел фінансування. Структуру видатків загального фонду Державного бюджету України за 2001-2002 роки подано у Додатку 3.
Фінансування державних видатків - це плановий, цільовий, безповоротний і безоплатний відпуск грошових коштів для забезпечення виконання загальнодержавних функцій (управління, оборона, безпека тощо), утримання соціально-культурної сфери, забезпечення соціальних гарантій та зобов'язань держави, який здійснюється на основі режиму економії при постійному контролі.
Основними суб'єктами фінансування є державні органи, підприємства, установи та організації державної та комунальної форм власності.

## Класифікація видатків
За новою бюджетною класифікацією видаткова частина бюджету має:
- функціональну класифікацію видатків;
- економічну класифікацію видатків;
- відомчу класифікацію видатків;
- програмну класифікацію видатків.

Розмежування видатків за економічними ознаками, з точки зору впливу державних видатків на рух сукупного продукту і процес розширеного відтворення, базується на визначенні поточних видатків і капітальних видатків та кредитування за вирахуванням погашення, склад яких визначається Міністерством фінансів України.

### Поточні видатки
Поточні видатки- це видатки бюджету на фінансування підприємств, установ, організацій і органів, визначені на початок бюджетного року, а також на фінансування заходів щодо соціального захисту населення.
Вони включають:
• видатки на товари та послуги;
• оплату праці працівників бюджетних установ;
• нарахування на заробітну плату;
• придбання предметів постачання і матеріалів;
• витрати на відрядження;
• оплату послуг бюджетних установ;
• оплату комунальних послуг та енергоносіїв;
• виплату відсотків;
• трансфертні платежі органам державного управління.

### Капітальні видатки
Капітальні видатки(видатки розвитку) - це видатки бюджету на фінансування інвестиційної та інноваційної діяльності держави, а саме:1) капітальних вкладень виробничого і невиробничого призначення;
2) фінансування структурної перебудови народного господарства;
3)субвенції та інші видатки, пов'язані з розширеним відтворенням.
За бюджетною класифікацією до капітальних видатків відносяться:
• придбання основного капіталу;
• придбання обладнання і предметів довгострокового користування;
• капітальне будівництво;
• капітальний ремонт;
• створення державних запасів і резервів;
• придбання землі і нематеріальних активів;
• капітальні трансферти;
• нерозподілені витрати.
В умовах економічної кризи поточні видатки є першочерговими.

### Функціональна структура
Функціональна структура видатків будується відповідно до основних функцій держави. Функції, що виконуються державою, можна розділити
на чотири групи.
До першої групи видатків відносять державні видатки на послуги загального призначення (розділи 1-6 бюджетної класифікації):
• державне управління;
• судова влада;
• міжнародна діяльність;
• фундаментальні дослідження і сприяння науково-технічному прогресу;
• національна оборона;
• правоохоронна діяльність та забезпечення
безпеки держави.
До другої групи видатків можна віднести видатки на суспільні і соціальні послуги (розділи 7-13),що надаються суспільству і безпосередньо громадянам:
• освіта;
• охорона здоров'я;
• соціальний захист та соціальне забезпечення;
• житлово-комунальне господарство;
• культура та мистецтво;
• засоби масової інформації;
• фізична культура і спорт.
До третьої групи видатків відносяться видатки, спрямовані на державні послуги, пов'язані з економічною діяльністю, а також видатки на регулювання і підвищення ефективності господарської діяльності (розділи 14-22). У цих розділах відображені завдання держави, пов'язані з економічним розвитком, створенням нових робочих місць, організацією роботи транспорту, охороною навколишнього середовища.
До останньої, четвертої групи видатків, відносяться державні видатки на обслуговування внутрішнього та зовнішнього державного боргу, видатки з цільових фондів, які включені до Державного бюджету відповідно до Закону України «Про Державний бюджет України» на відповідний рік, видатки з Резервних фондів, видатки на проведення виборів та референдумів (розділи 23-25 бюджетної класифікації).
Прогноз розподілу видатків зведеного бюджету України на 2002p. за функціональною структурою подано у Додатку 4.
Відомча класифікація видатків бюджету визначає перелік головних розпорядників бюджетних коштів. На її основі Державне казначейство України та місцеві фінансові органи ведуть реєстр усіх розпорядників бюджетних коштів.
Програмна класифікація видатківбюджету застосовується при формуванні бюджету за програмно-цільовим методом.
В умовах економічної кризи доходна частина Державного бюджету може бути не виконана, що призводить до скорочення видаткової частини. На випадок такої ситуації у Законі про Державний бюджет на відповідний рік передбачаються захищені статті, виплати по яких не скорочуються і здійснюються в першочерговому порядку та пропорційно по розпорядниках коштів Державного бюджету.